# Serge Charles
Serge Charles, né le 17 novembre 1927 à Breteuil-sur-Iton (Eure) et mort le 13 septembre 1994 à Marcq-en-Barœul (Nord), est un homme politique français.
Il est maire de Marcq-en-Baroeul de 1968 à 1994 puis député du Nord de 1978 à 1994.
Il s’investit avec Pierre Herman, maire de Wasquehal et fonde en 1975 le S.I.V.O.M, regroupant les communes de Marcq-en-Barœul, Wasquehal et Mouvaux.

## Biographie
Serge Charles est le fils d'André Jules Charles (1885), laitier et d'Isabelle Octavie Patou (1900-1982), ménagère.
Serge Charles, secouru par l’Assistance publique, a une enfance difficile. Titulaire d’un Certificat d'aptitude professionnelle de tourneur, il devient dessinateur industriel dans la chimie. Il se marie avec Madeleine Marie Liger en 1950 à Trouville-la-Haule.
il s'installe à Marcq-en-Barœul en 1951 et s'y lance dans la vie associative. Il apprend l’allemand, dans le cadre du futur jumelage avec la vile de Gladbeck (Rhénanie du Nord-Westphalie) et obtient une licence de droit. Sportif, il est ceinture noire de judo.
Il devient commercial dans l’industrie alimentaire, c’est ainsi qu’il est nommé en 1957 directeur de France Lait pour la région Nord-Normandie et entre au conseil en 1959. Il divorce en 1969 et se remarie en 1975 à Marcq-en-Barœul avec Jacqueline Juliette Frederique Wengel.

## Carrière politique
Il est élu conseiller municipal en 1959  et réélu en 1965. Il est élu maire de Marcq-en-Baroeul après la disparition de Georges Lambrecq, décédé à la suite d'un accident automobile, dans le secteur de Lourdes, en juillet 1968 .
Il s’investit avec Pierre Herman, maire de Wasquehal et fonde en 1975 le S.I.V.O.M, regroupant les communes de Marcq-en-Barœul, Wasquehal et Mouvaux.
Il a été député (RPR) de la 9e circonscription du Nord (Tourcoing Sud) de 1978 à 1994. Siégeant à la Communauté Urbaine de Lille, en 1971, il en devint vice-président en 1983.
Il démissionne en 1992 de la présidence de la fédération RPR du Nord. Quinze jours avant, le secrétaire général du RPR, Alain Juppé, avait suspendu de ses fonctions Alex Turk, secrétaire de la fédération du Nord, qui s'était déclaré prêt à être candidat indépendant (en dehors du RPR) et qui bénéficiait du soutien de Serge Charles.
Il décède subitement à son bureau dans la soirée du lundi 12 septembre 1994 .A cette date, son premier adjoint et ancien directeur de cabinet, Jean-René Lecerf, lui succède à la tête de l'exécutif marcquois et à la communauté urbaine de Lille tandis que son suppléant Patrick Delnatte entre à l'Assemblée nationale. Il repose dans le cimetière des Rouges Barres à Marcq-en-Barœul avec son deuxième épouse, Jacqueline Wengel, qui décède le 9 décembre 2017.

## Prises de position

### Bassin minier et la sidérurgie
Il assiste en 1984 au vote du contrat de plan par le Conseil régional Nord-Pas-de-Calais qui présente les différentes mesures pour le Bassin minier et la sidérurgie.

### Social
Il fait partie du groupe d’étude parlementaire pour favoriser l'accueil de la vie, en compagnie de Yann Piat et Marcel Bigeard et Christine Boutin.

### Tabagisme
En 1989, il dépose une proposition de loi, visant à restreindre la publicité pour le tabac.

### Secourisme
En 2003, sort un rapport du Conseil d’Action pour la Prévention des Accidents et les Secours d’Urgence, créé en 1975 par Didier Burggraeve. Ce sont alors 35 années de démarches parlementaires avec notamment celles menées par Serge Charles qui permettent de faire reconnaitre par le ministère de l'Intérieur (Direction Générale de la Sécurité Civile) le secourisme et les 5 gestes qui sauvent.

## Mandats
- 30 août 1968 - 21 mars 1971 : maire de Marcq-en-Barœul (Nord)
- 21 mars 1971 - 20 mars 1977 : maire de Marcq-en-Barœul (Nord)
- 21 mars 1977 - 13 mars 1983 : maire de Marcq-en-Barœul (Nord)
- 19 mars 1978 - 22 mai 1981 : député du Nord
- 21 juin 1981 - 1er avril 1986 : député du Nord
- 13 mars 1983 - 19 mars 1989 : maire de Marcq-en-Barœul (Nord)
- 16 mars 1986 - 14 mai 1988 : député du Nord
- 5 juin 1988 - 1er avril 1993 : député du Nord
- 19 mars 1989 - 13 septembre 1994 : maire de Marcq-en-Barœul (Nord)
- 21 mars 1993 - 13 septembre 1994 : député du Nord

## Postérité et hommages
- La Patinoire Lille Métropole sur la ville de Wasquehal, qui est l'ancienne patinoire d’entraînement des Jeux olympiques d'hiver de 1992 d’Albertville est renommée en son nom
- L'Hippodrome des Flandres du Croisé Laroche à Marcq-en-Barœul fut renommé en son nom
- L'Espace Serge Charles, au 391 Rue de Rouges Barres à Marcq-en-Barœul
- Un buste en bronze réalisé par une artiste marcquoise, Bénédicte Dubart, situé à l'Hippodrome des Flandres

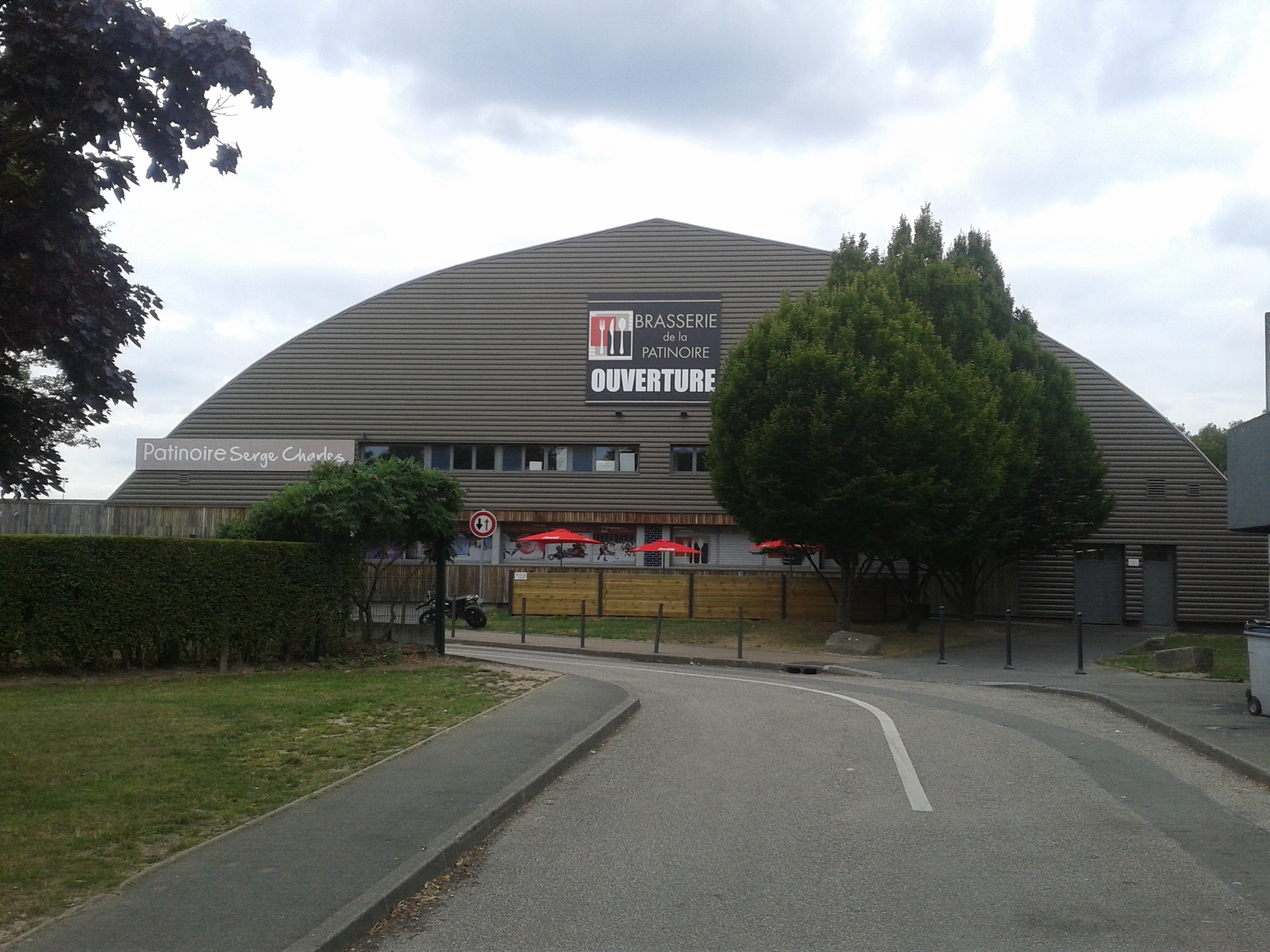
Patinoire Serge Charles.

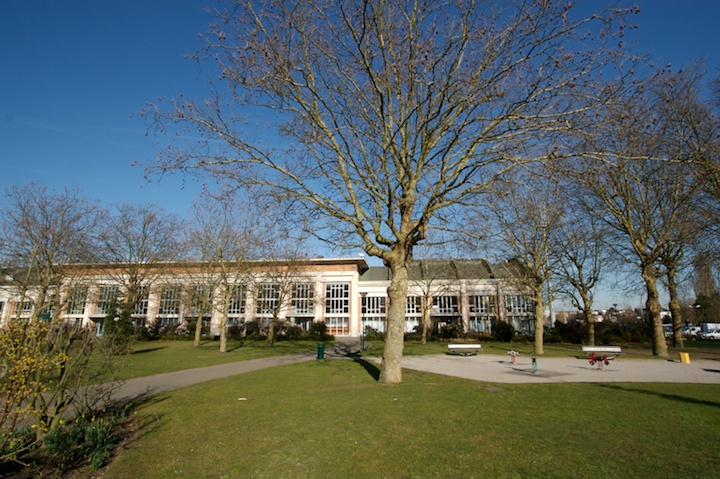
Hippodrome Serge-Charles.